# Юха (хлеб)
Юха́ — азербайджанские тонкие лепёшки, похожие на лаваш. В переводе с азерб. «тонкий».

## Традиции приготовления
В азербайджанских сёлах создавали импровизированную печь: ставили кирпичи на ребро, внизу уже лежали раскалённые угли, сверху на кирпичи клали металлический лист круглой формы (садж). Когда он становился раскалённым, начинали печь. Замешанное тесто очень тонко раскатывали.
Выпекается азербайджанская юха очень быстро, всего пару минут. Обычно хозяйка готовит сразу до ста штук таких лепёшек, их удобно брать с собой, а подсохшую юху достаточно сбрызнуть водой, и она становится мягкой и свежей.

## Особенности
Толщина азербайджанской юхи всего 1,5-2 мм. Без сбрызгивания водой лепёшка ломкая и хрустящая, сбрызгивают её водой, чтобы завернуть в неё необходимые закуски: овощи, зелень, мясо, сыр или рыбу.
В первой половине XVII века Адам Олеарий писал про различные виды азербайджанского хлеба: «…юха — тонкий хлеб, почти как бумага, длиной с локоть».